# Buczyny w Szypowicach i Las Niwiski
Buczyny w Szypowicach i Las Niwiski este o arie protejată (sit de importanță comunitară — SCI) din Polonia întinsă pe o suprafață de 256,09 ha, integral pe uscat.

## Localizare
Centrul sitului Buczyny w Szypowicach i Las Niwiski este situat la coordonatele 50°30′09″N 19°37′02″E / 50.5024°N 19.6172°E.

## Înființare
Situl Buczyny w Szypowicach i Las Niwiski a fost declarat sit de importanță comunitară în octombrie 2009 pentru a proteja 1 specie de plante.

## Biodiversitate
Situată în ecoregiunea continentală, aria protejată conține 3 habitate naturale: Păduri de fag Luzulo-Fagetum, Păduri de fag Asperulo-Fagetum, Păduri de fag din Europa Centrală dezvoltate pe sol calcaros cu Cephalanthero-Fagion.
La baza desemnării sitului se află o specie protejată de  plante: papucul doamnei (Cypripedium calceolus).
Pe lângă speciile protejate, pe teritoriul sitului au mai fost identificate 2 specii de plante.